# Acanthicolepis
Acanthicolepis är ett släkte av ringmaskar som beskrevs av M'Intosh 1900. Acanthicolepis ingår i familjen Polynoidae.
Kladogram enligt Catalogue of Life och Dyntaxa:
| Acanthicolepis | \| \| Acanthicolepis aequitis \| \| \| \| \| \| Acanthicolepis asperrima \| \| \| \| \| \| Acanthicolepis cousteaui \| \| \| \| \| \| Acanthicolepis longicirrata \| \| \| \| |
|                | \| \| Acanthicolepis aequitis \| \| \| \| \| \| Acanthicolepis asperrima \| \| \| \| \| \| Acanthicolepis cousteaui \| \| \| \| \| \| Acanthicolepis longicirrata \| \| \| \| |
|                | Acanthicolepis aequitis |
|                | |
|                | Acanthicolepis asperrima |
|                | |
|                | Acanthicolepis cousteaui |
|                | |
|                | Acanthicolepis longicirrata |
|                | |